# باراندوز چای
باراندوز چای از دو رشته ارتفاعات مرزی ایران و ترکیه و ایران و عراق به نام‌های جمال‌الدین و ارتفاعات ککوداغ و الوق سرچشمه می‌گیرد و در بستر عمیقی با شیب تند حرکت کرده، پس از دریافت شاخه‌هایی چند و طی مسافتی وارد جلگه شده دشت بیل را آبیاری می‌کند و سپس از آبادی زیوه گذشته به روستای هفتوان باراندوز می‌رسد و از این ناحیه به بعد به نام باراندوزچای نامیده می‌شود. 
رودخانه باراندوز پس از طی مسافتی و آبیاری کردن زمین‌های متعدد روستایی در منطقه داروغه شعبهٔ کوچکی درهٔ قاسملو به آن پیوسته و رودخانه به طرف دریا متوجه می‌شود و پس از طی مسافتی در چندین شاخه که شعبه اصلی آن بابارود است به دریاچه ارومیه می‌ریزد. 
رودخانه باراندوز زمین‌های کشاورزی ۱۰۲ روستا و آبادی را آبیاری کرده و مازاد آب در قسمت سفلی به مصرف کشت برنج می‌رسد. 
مساحت حوضهٔ آبریز این رودخانه در ساعتلو در حدود ۶۶۶ کیلومتر مربع و در بابارود ۱۰۱۲ کیلومتر مربع است. میانگین سالانه آب آن ۱۶۵ میلیون متر مکعب در ساعتلو و در بابارود ۱۴۳.۳ میلیون متر مکعب است.